# Dropsie College

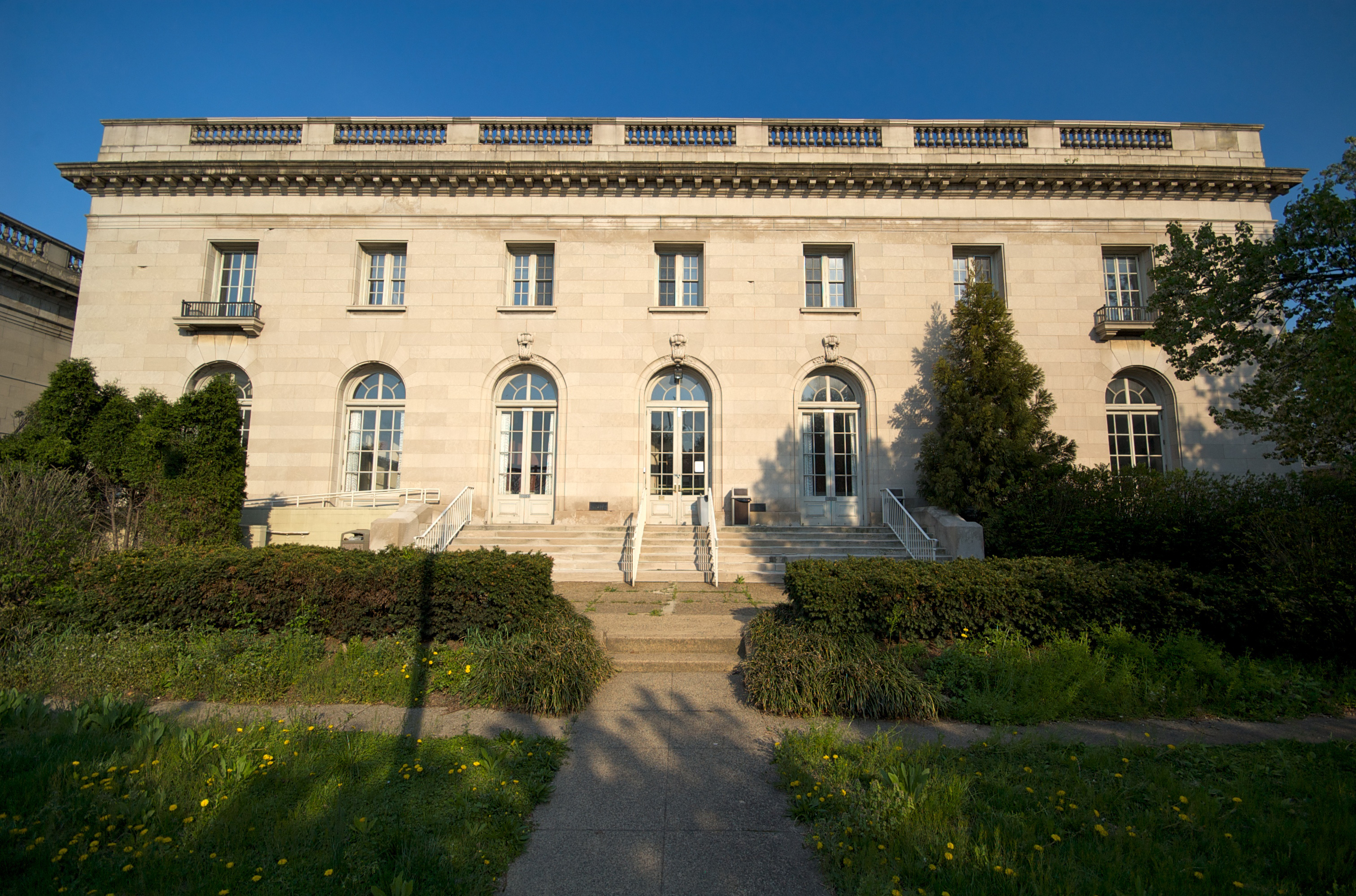
Dropsie University Complex (Center for Advanced Judaic Studies), North Philadelphia, PA

Das Dropsie College for Hebrew and Cognate Learning (kurz: Dropsie College) oder die Dropsie University in der Stadt Philadelphia, Pennsylvania, war Amerikas erste Hochschule für Judaistik, ein Forschungszentrum für jüdische und semitistische Studien nach der Promotion.

## Geschichte
Die Einrichtung war testamentarisch finanziert worden von Moses Aaron Dropsie (1821–1905) und kurz nach seinem Tod im Jahr 1907 gegründet worden. Das erste Gebäude wurde 1912 fertiggestellt.
Die ersten drei Präsidenten waren Mayer Sulzberger, Cyrus Adler und Abraham Neuman.
Seit 1986 vergibt die Institution keine akademischen Grade mehr. Nach einer kurzen Zeit als Annenberg Research Institute (1986–1993) hörte das Dropsie College auf, eine unabhängige Organisation zu sein, und wurde Teil der University of Pennsylvania, wo seine Tradition am Center for Advanced Judaic Studies (CAJS) fortlebt.
Die Gebäude des Dropsie-Universitätskomplexes wurden am 30. November 1971 in die Liste der historischen Gebäude von Philadelphia aufgenommen. Am 17. Januar 1975 wurde der Dropsie-Universitätskomplex zum nationalen historischen Wahrzeichen (NRHP) ernannt.
Vom Dropsie College wurde auch die Jewish Quarterly Review herausgegeben, die zuerst in Großbritannien herausgegeben worden und damals die angesehenste Zeitschrift zum Thema war. Es gibt auch eine Buchreihe mit dem Titel The Jewish Quarterly Review. Monograph Series.
Zum Lehrkörper der Dropsie gehörten auch Wissenschaftler von außerhalb der Vereinigten Staaten, darunter Benzion Netanjahu, der mit seinen jungen Söhnen Yonatan (Yoni) und Benjamin (Bibi) aus Jerusalem kam, die dort zum ersten Mal intensiv mit der amerikanischen Kultur in Berührung kamen, was für Benjamin Netanjahu zum Prüfstein für spätere Interaktionen mit der amerikanischen Öffentlichkeit werden sollte.